# Ernst Burow

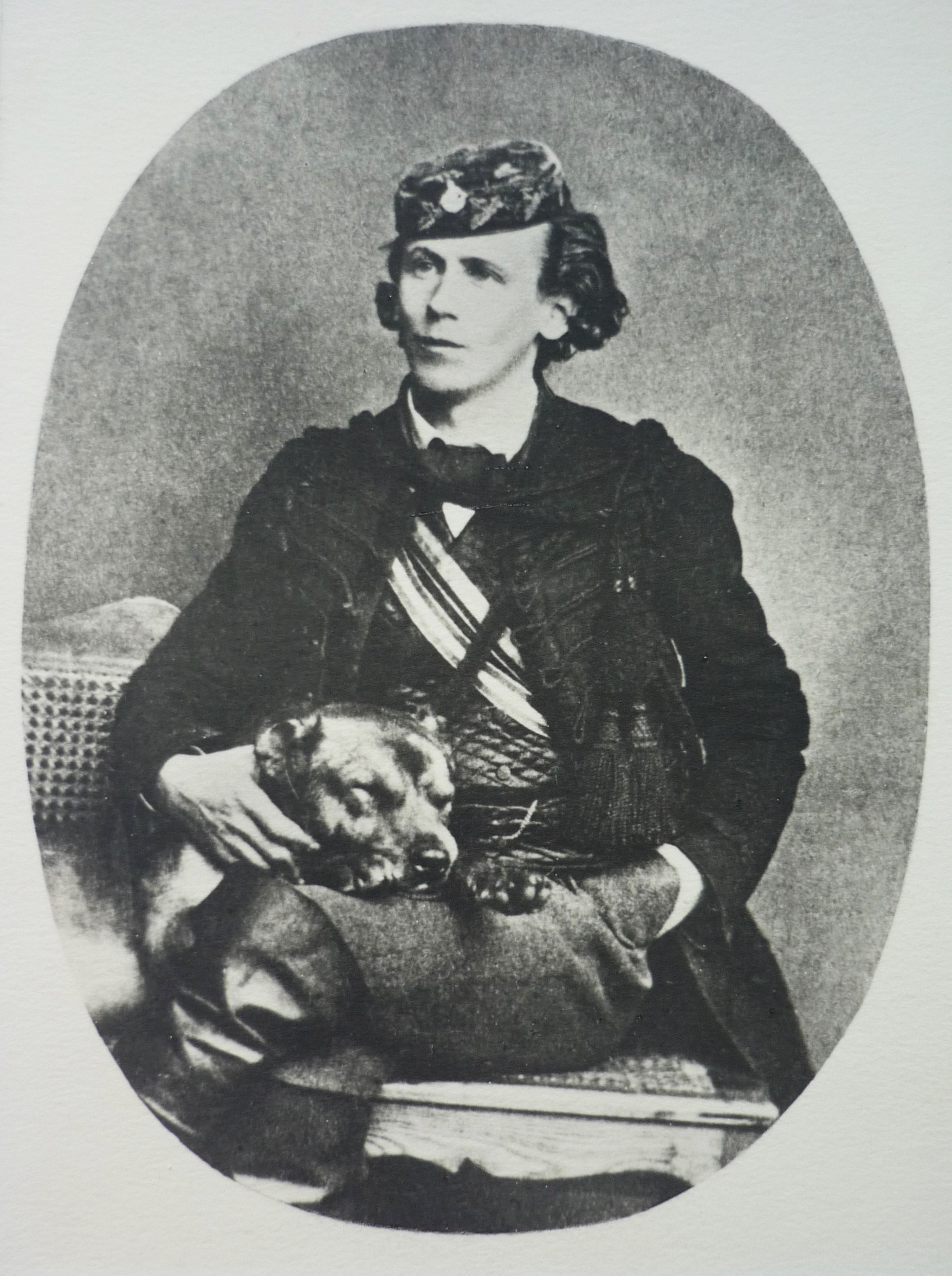
Ernst Burow als Königsberger Gothe

Ernst Burow (* 24. Juni 1838 in Königsberg i. Pr.; † 20. November 1885 ebenda) war ein deutscher Arzt.

## Leben
Als Oberprimaner gründete Burow 1855 den Segelclub Rhe, den ältesten Segelclub Deutschlands. Er folgte seinem Vater Karl Heinrich Burow und studierte Medizin an der Albertus-Universität Königsberg. Am 1. Februar 1859 wurde er Fuchs bei der Burschenschaft Gothia. Im Sommersemester 1859 war er Senior. Michaelis 1860 wechselte er an die Friedrich-Wilhelms-Universität zu Berlin. 1861  philistriert, trat er Michaelis 1863 bei Gothia aus. Am 21. Dezember 1869 wurde er in Königsberg zum Dr. med. promoviert. Im Juni 1861 ließ er sich als praktischer Arzt in Königsberg nieder. Am 23. November 1877 nahm ihn der Altherrenverband der Gothia wieder auf. Seit 1878 a. o. Professor, leitete er die chirurgische Privatklinik seines Vaters, die er 1846 der Albertina als Poliklinik zur Verfügung gestellt hatte. Burow war verheiratet mit Marie geb. Borchardt und hatte drei Kinder.

## Werke
- Laryngoskopischer Atlas. Stuttgart 1877
- Mittheilungen aus der chirurgischen Privat-Klinik. Leipzig 1875, 1877, 1880